# Teucrium pseudoscorodonia
Teucrium pseudoscorodonia es una especie de planta herbácea de la familia Lamiaceae originaria de la región del Mediterráneo. 

## Descripción
Es una planta sufrútice que alcanza un tamaño de 25-35(50) cm de altura, erecta. Tallos ascendentes, verdosos o rojizos, los jóvenes vellosos o pubescentes, los viejos glabrescentes. Hojas de 20-35 × 10-25 mm, triangular-ovadas u ovadas, cordiformes con ápice redondeado, crenadas. Inflorescencia   simple, a veces ramificada, entonces contraída en la parte apical, voluminosa, formada por racimos densos de verticilastros bifloros. Los frutos son núculas de 1,3  × 0,6(0,8) mm, subglobosas, lisas, color pardo. Tiene un número de cromosomas de 2n = 30, 34; n = 16.

## Distribución y hábitat
Se encuentra en el sotobosque y claros de alcornocal, roquedos, bordes de camino, en substrato granítico, pizarroso o arenoso; a una altitud de 500-1400 metros en el Norte de África, en Túnez, Argelia y Marruecos y, localmente, en el Sur de España. En las Sierras de Algeciras, el Monte Aljibe, Grazalema y las estribaciones del valle del Genal.

## Taxonomía
Teucrium pseudoscorodonia, fue descrita por René Louiche Desfontaines y publicado en Flora Atlantica 2: 5. 1798.
Etimología
Teucrium: nombre genérico que deriva del Griego τεύχριον, y luego el Latín teucri, -ae y teucrion, -ii, usado por Plinio el Viejo en Historia naturalis, 26, 35 y  24, 130, para designar el género Teucrium, pero también el Asplenium ceterach, que es un helecho (25, 45). Hay otras interpretaciones que derivan el nombre de Teucri, -ia, -ium, de los troyanos, pues Teucro era hijo del río Escamandro y la ninfa Idaia, y fue el antepasado legendario de los troyanos, por lo que estos últimos a menudo son llamados teucrios. Pero también Teucrium podría referirse a Teûkros, en latín Teucri, o sea Teucro, hijo de Telamón y Hesione y medio-hermano de Ajax, y que lucharon contra Troya durante la guerra del mismo nombre, durante la cual descubrió la planta en el mismo período en que Aquiles, según la leyenda, descubrió la Achillea.
pseudoscorodonia: epíteto compuesto que significa "falsa Scorodonia". 
Sinonimia
- Scorodonia algeriensis Raf.
- Scorodonia fontanesiana Ser.
- Scorodonia salviastrum Link
- Teucrium baeticum Boiss. & Reut.
- Teucrium crispum Pomel
- Teucrium scorodonia subsp. baeticum (Boiss. & Reut.) Tutin
- Teucrium scorodonia var. baeticum (Boiss. & Reut.) Willk.
- Teucrium scorodonia var. pseudoscorodonia (Desf.) Willk.[6]